# Fuente del Maestre
Pour les articles homonymes, voir Fuente.
Fuente del Maestre est une commune d’Espagne, dans la province de Badajoz, communauté autonome d'Estrémadure.